# أليكس إم. فريدمان
أليكس إم. فريدمان (بالإنجليزية: Alix M. Freedman)‏ هي صحفية أمريكية، ولدت في 25 نوفمبر 1957 في نيويورك في الولايات المتحدة.